# Loveland (Ohio)
Loveland (AFI: [ˈlʌvlənd]) è un comune degli Stati Uniti d'America che si estende sul territorio delle contee di Clermont, Hamilton, e Warren, nello Stato dell'Ohio. La cittadina è situata sul fiume Little Miami, 24 chilometri a nord-est di Cincinnati. Nel 2000 contava 11 667 abitanti. Il nome della città viene da negoziante James Loveland.

## Geografia fisica
Loveland si trova a 39°16′08″N 84°16′13″W (39,268759, -84,270397).
Secondo il United States Census Bureau, la città ha una superficie totale di 12,2 km². 12,0 km² di questa è terraferma, 0,2 km² è costituita da acque interne, che quindi occupano l'1,28% dell'area totale.

## Società

### Evoluzione demografica
Nel censimento del 2010, la città contava 12 081 abitanti, 4 701 case, e 3 270 famiglie residenti nella città. La composizione razziale della città era: 93,54% bianchi, 2,09% afroamericani, 1,68% ispanici, 0,22% nativi americani, 1,68% asiatici, 0,60% da altre razze, e 1,86% di due o più razze.